# 로네 뒤브키에르

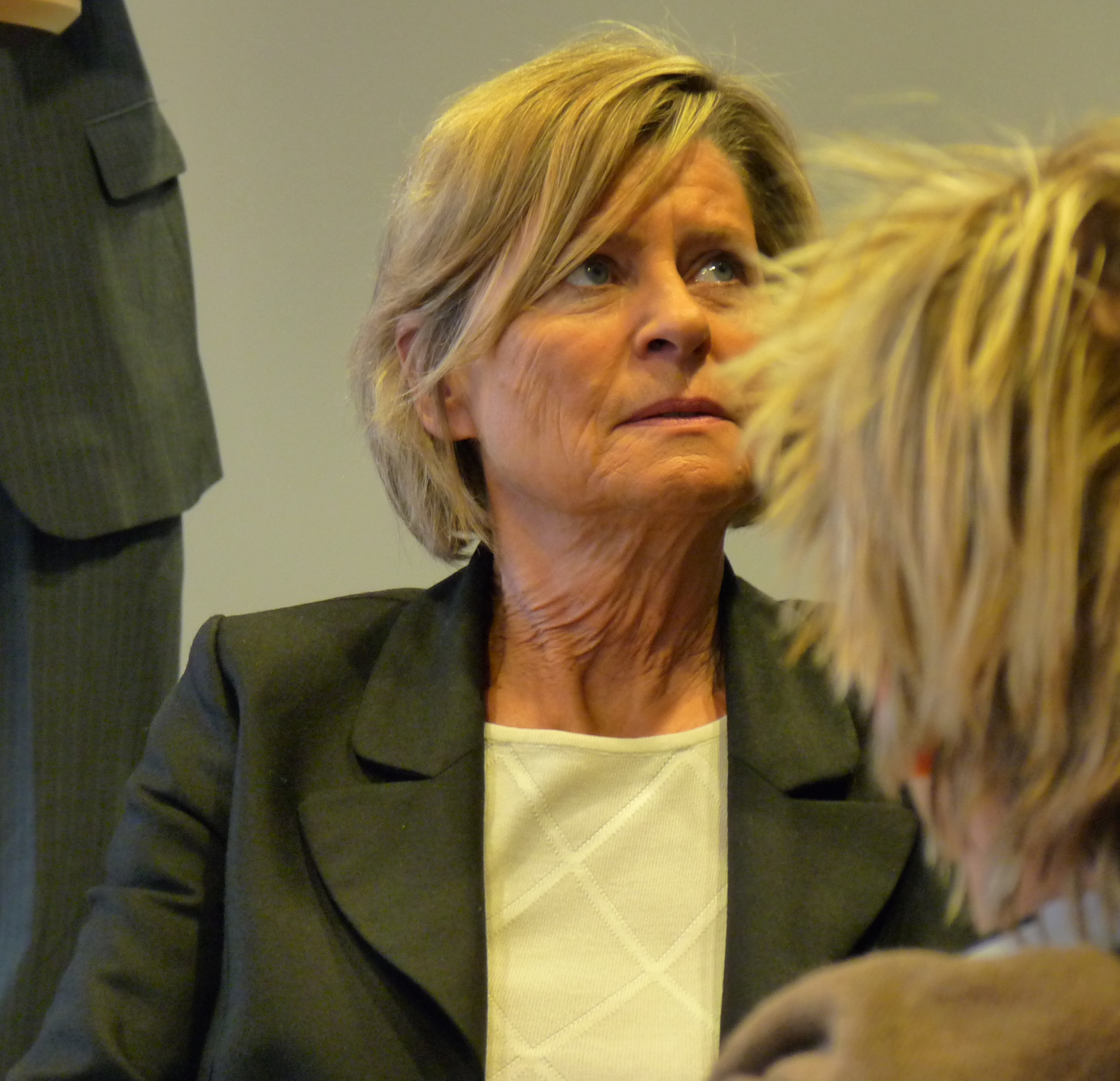
로네 뒤브키에르

로네 뒤브키에르(덴마크어: Lone Dybkjær, 1940년 3월 23일 ~ 2020년 7월 20일)는 덴마크의 정치인이다. 소속 정당은 사회자유당이다. 1988년 6월 3일부터 1990년 12월 18일까지 덴마크 환경부 장관을 역임했으며 1994년부터 2004년까지 유럽 의회 덴마크 대표 의원을 역임했다.